# Комсомольськ (Калінінградська область)
Комсомольськ (рос. Комсомольск) — селище Гвардійського міського округу, Калінінградської області Росії. Входить до складу Озерковського сільського поселення.
Населення — 1250 осіб (2015 рік).

## Населення
| 1910 | 1933 | 1939 | 2002  | 2010  | 2011  |
| ---- | ---- | ---- | ----- | ----- | ----- |
| 454  | ↗868 | ↗908 | ↗1128 | ↗1205 | ↗1250 |